# Piràmide de l'endeví
La Piràmide de l'endeví, també dita del fetiller, del nan o del gran Chilán, és una construcció maia de 35 metres d'alçada ubicada al complex d'Uxmal, englobat a la zona Puuc de l'estat de Yucatán (Mèxic).

## Llegenda
Segons va relatar l'investigador nord-americà John Lloyd Stephens en els seus Incidents de viatge a principis de 1840, explica la llegenda que aquest edifici va ser construït en una sola nit per un nan, nascut d'un ou trobat per una bruixa a prop d'Uxmal. El nen va néixer amb la capacitat d'endevinar el futur, pel que va ser dit l'endeví. Un dia, el nan va descobrir un tunkul (instrument de percussió de fusta) i es va posar a tocar-lo. D'acord amb les profecies, era sabut que quan algú toqués aquest instrument i el seu so repercutís en tota la regió, obtindria el tron de la ciutat, de manera que quan va ser escoltat pel rei d'Uxmal, aquest va identificar el so com l'anunci del fi del seu regnat. Disposat a enfrontar-se a la seva destinació, el rei va trucar al nan per sotmetre'l a diverses proves difícils que el jove va aprovar amb èxit. Finalment, va sobreviure a la més difícil: trencar sobre el seu cap, amb un mall de pedra, una cistella de cocoyoles (una espècie de fruits molt durs). El sobirà es va sotmetre a càstig a la mateixa prova, i va morir a l'acte després del primer cop. Així va començar a Uxmal el regnat del nan endeví.

## Arquitectura

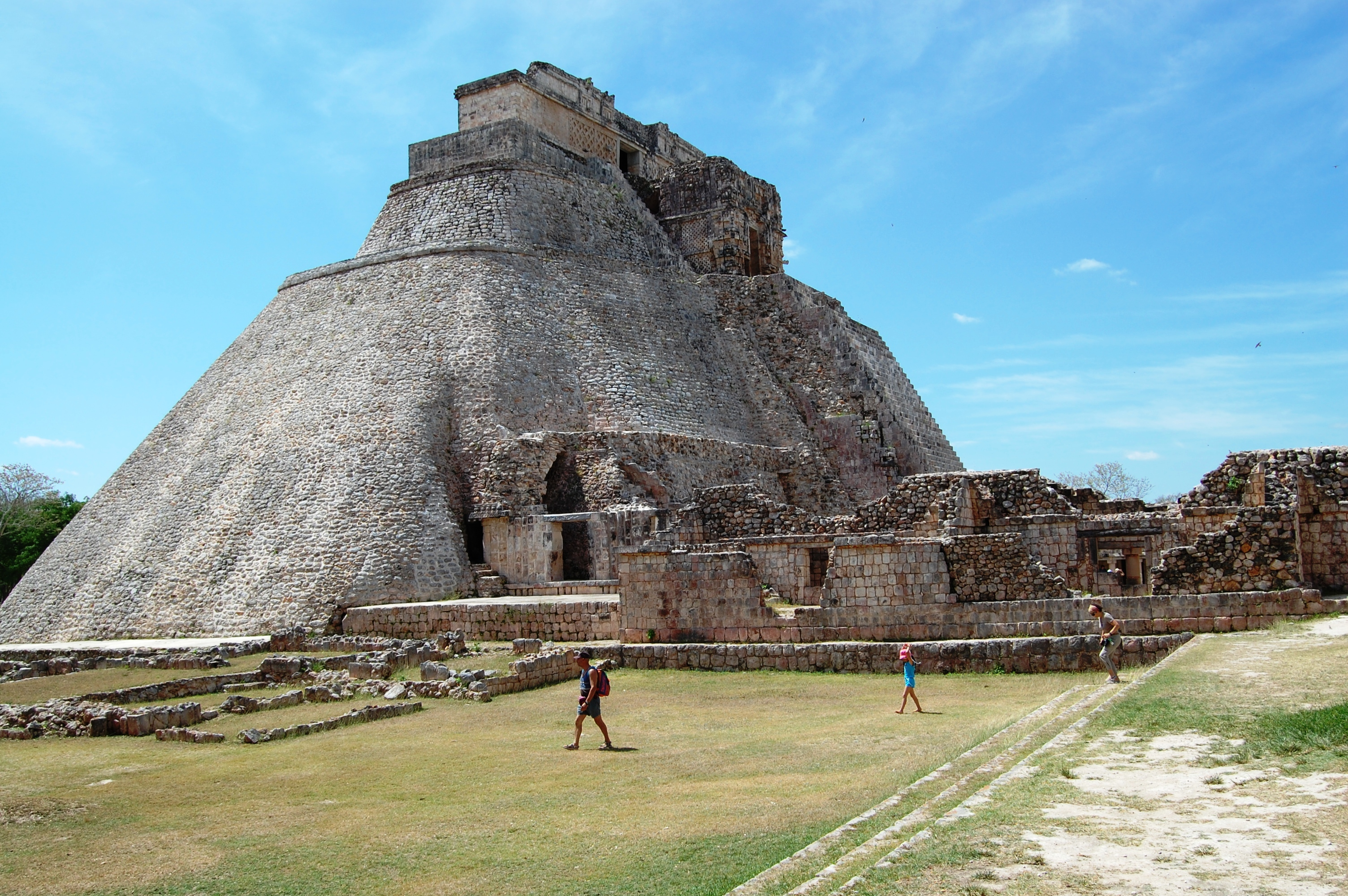

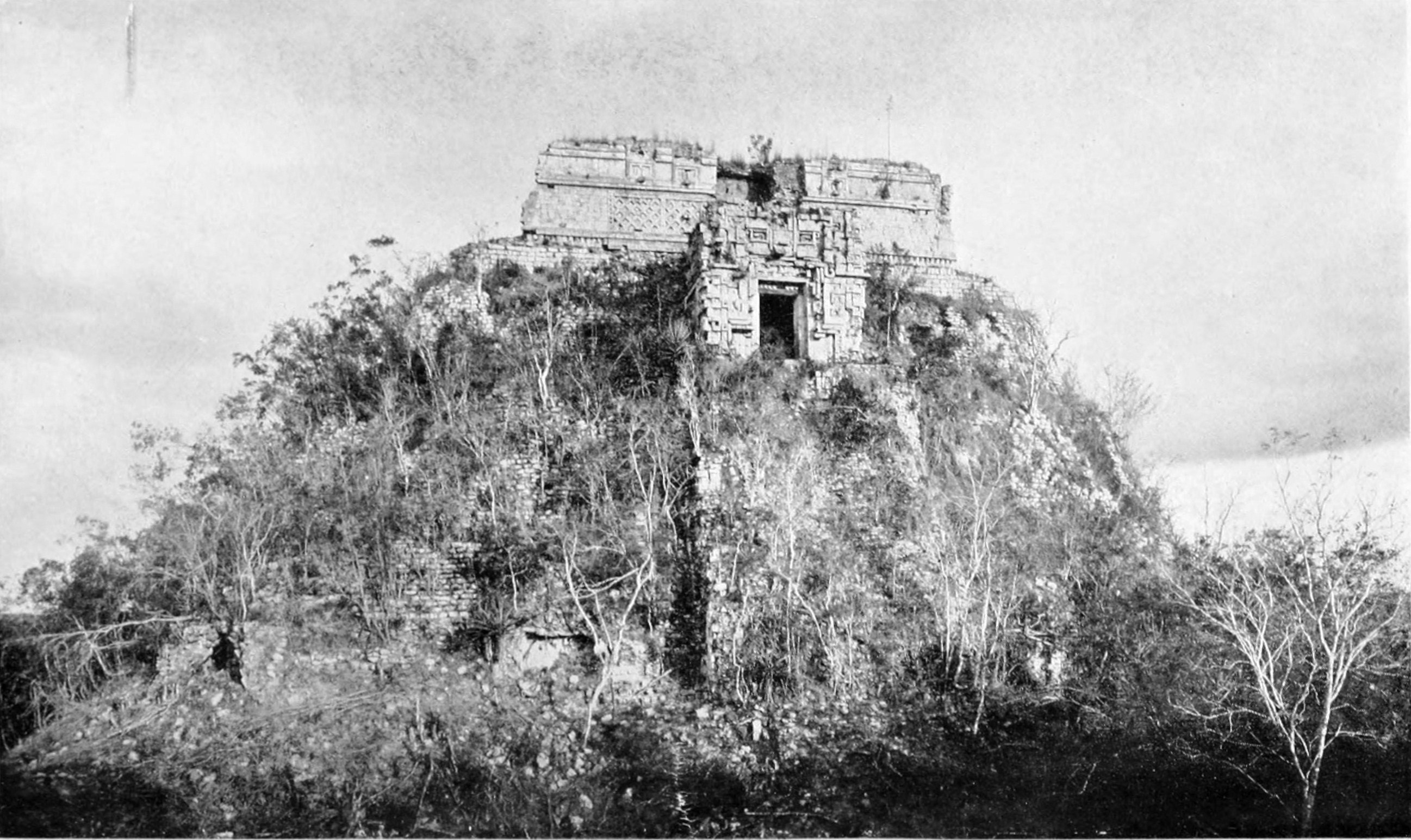
La piràmide el 1913

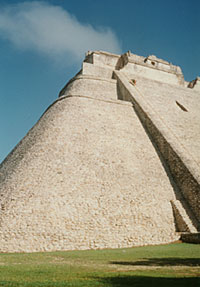
Vista lateral de la piràmide.

Aquest edifici singular, l'únic conegut amb planta ovalada en la cultura maia, és el resultat de cinc ampliacions pertanyents a diferents etapes i estils decoratius, entre els quals es troben el Petén, Usumacinta, Riu Chenes i Puuc
El contorn ovalat cobreix els tres primers nivells originals, sent el quart i cinquè nivell de l'habitual forma prismàtica.
A la part superior de la  piràmide se situa un temple amb elements de cresteria o coronació. L'edifici conté representacions del déu Chaac (deïtat de l'aigua i de la pluja).
Els graons de la piràmide són estrets i costeruts, superant gairebé sempre els 45 graus. Es creu això es va disposar amb la intenció que els que pugessin al temple no poguessin aixecar el cap durant l'ascens, ni poguessin tampoc donar l'esquena al déu durant el descens.
El temple, que arriba als 35 metres d'alçada, amb una base de 53,5 metres al costat major, està construït íntegrament de pedra.

### Etapes

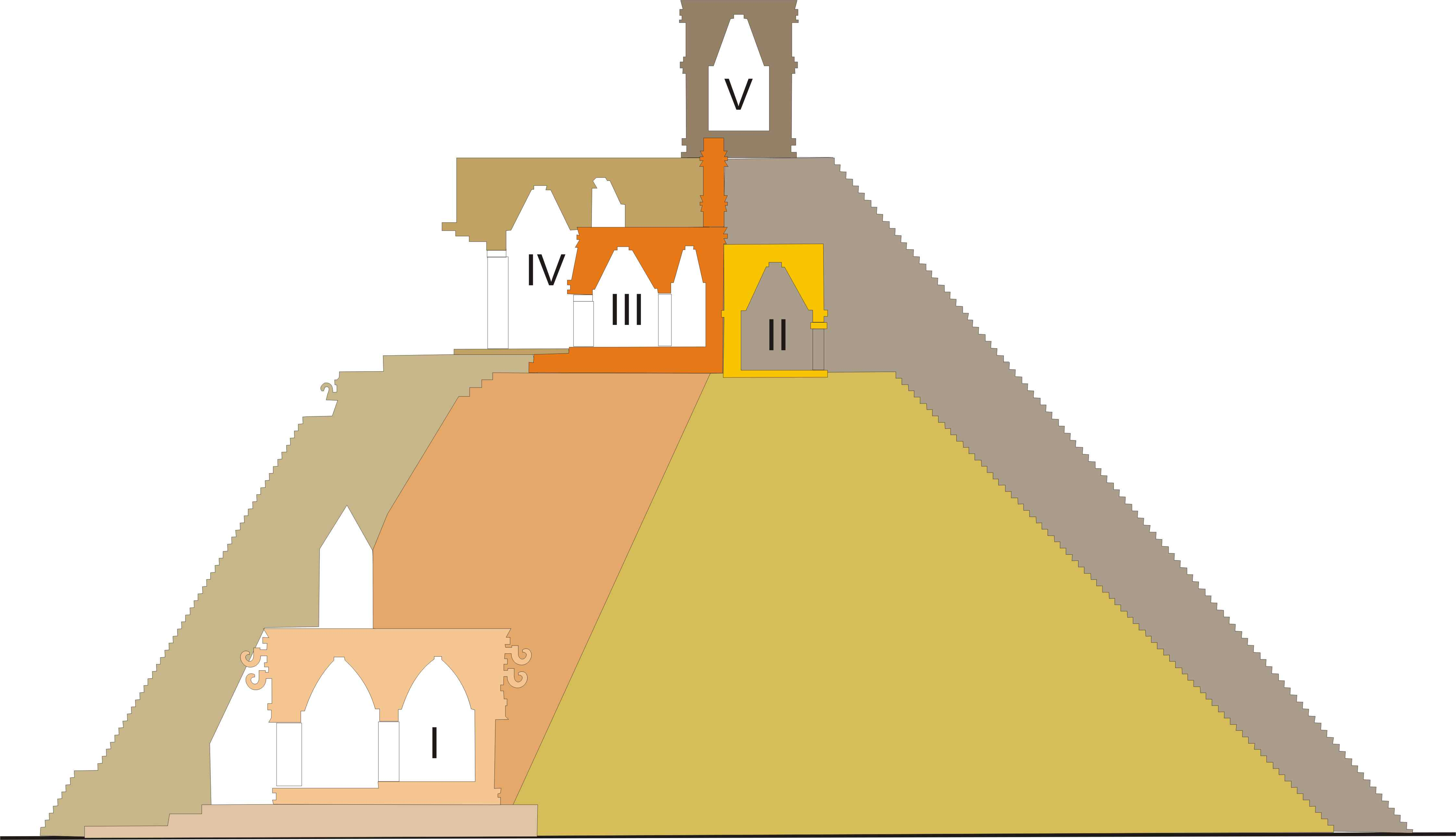
Piràmide de l'endeví, secció

La construcció es va iniciar al segle vi, estant datat el darrer nivell al segle x. Consta de cinc nivells, cadascun corresponent a un temple:
- Nivell I, Temple I. Ubicat sobre una plataforma o banqueta, és a dir, pràcticament a nivell del terra. En aquest temple es va trobar l'escultura anomenada la Reina d'Uxmal que és un cap de serp amb la boca oberta de la qual surt un ésser humà. La façana d'aquesta estructura està decorada amb màscares del déu Chaac, una característica de l'estil arquitectònic de Chenes, encara que les màscares poden haver-se afegit en una data posterior. El passadís que conduïa a aquesta estructura es va tancar després de les pluges de l'huracà Gilbert el 1988 per tal d'assegurar la preservació de l'edifici.

- Nivell II, Temple II. Aquest temple només està parcialment excavat. La seva cambra central està sostinguda per columnes i té una coberta que és visible a través d'una rasa a la planta del temple V superior. Per accedir-hi es va fer una obertura des d'on s'observen les columnes que suporten el sostre.

- Nivell III, Temple III. El temple està construït a la part posterior del temple II i no és visible des de l'exterior. Consta d'un petit santuari central i una avantcambra. És el temple millor conservat dels cinc. Té una decoració molt recarregada, fora de l'habitual a l'estil Puuc.
- Nivell IV, Temple IV. S'hi accedeix pel costat oest i té les decoracions més riques. La façana del temple representa la màscara de Chaac, les mandíbules del qual serveixen de porta. La façana d'aquesta estructura està totalment coberta amb màscares del déu de la pluja i ornamentació de gelosia. Els dos temples superiors estan molt influenciats per l'estil arquitectònic de Chenes.

- Nivell V, Temple. S'aixeca al cim de la piràmide i per accedir-hi cal pujar 150 esglaons costeruts que estan flanquejats per mascarons de Chaac. També conegut com La Casa del Mag o Endeví, és la fase final de construcció de la piràmide. Aquesta estructura es troba al cim de la piràmide i data del segle ix. Està format per tres sales i també exhibeix ornamentació de gelosia.